# Holotrichia scutata
Holotrichia scutata är en skalbaggsart som beskrevs av Brenske 1902. Holotrichia scutata ingår i släktet Holotrichia och familjen Melolonthidae. Inga underarter finns listade i Catalogue of Life.